# Assemblage de combustible nucléaire
Pour les articles homonymes, voir Assemblage.

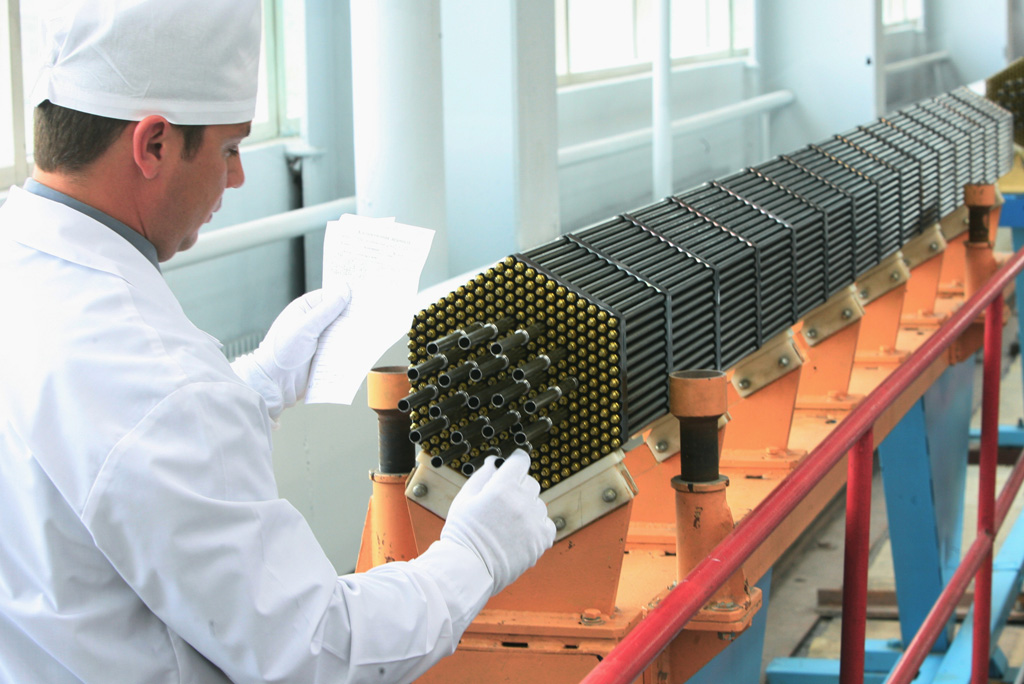
Assemblage de crayons de combustible

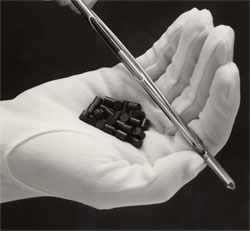
Pastilles de combustible nucléaire

Un assemblage de combustible nucléaire de centrale type REP ou REB regroupe un faisceau de crayons constitués d'un tube de zirconium dans lequel sont empilées des pastilles d'oxyde d'uranium ou de combustible MOX selon le combustible nucléaire utilisé. Le combustible peut aussi être sous forme de plaque, tel que dans certains réacteurs de recherche, dans ce cas on parle plutôt d'élément combustible.
Un assemblage contient 200 à 500 kg de matière fissile. Plusieurs assemblages constituent le cœur d'un réacteur nucléaire, il faut par exemple 205 assemblages pour un réacteur à eau pressurisé de 1450 MWe tel que ceux de la centrale nucléaire de Civaux.
Cette grande quantité de matière fissile dépasse la masse critique qui permet une réaction en chaîne, dégageant beaucoup d'énergie sous forme de chaleur. Cette chaleur est transmise à l'eau du circuit primaire de refroidissement qui traverse les assemblages de bas en haut. L'eau chaude du circuit primaire alimente les générateurs de vapeur.
Pour contrôler la réaction en chaîne, on insère dans l'assemblage des barres de contrôle — ou crayons absorbants. Certaines barres ont pour rôle de moduler en continu la puissance du réacteur, d'autres sont utilisées en cas d'arrêt d'urgence du réacteur.
Un assemblage reste environ 3 ou 4 ans dans un réacteur. Chaque année (ou tous les deux ans), une partie des assemblages sont renouvelés dans le cœur du réacteur. Les assemblages usés sont ensuite stockés dans des piscines de désactivation pendant 3 à 6 ans pour l'oxyde d'uranium, 50 ans pour le combustible MOX. Puis les assemblages peuvent être retraités dans une usine telle que l'usine de retraitement de la Hague qui sépare le plutonium et l'uranium de retraitement des produits de fission.